# 迷糊軟網社
《迷糊軟網社》是あづち涼的一部以軟式網球為題材的日本漫畫作品，於月刊漫畫雜誌《月刊Comic BLADE》2008年10月号到2013年1月号連載，單行本由Mag Garden發售共8冊，中文版由東立出版社代理發售。2011年4月8日開始播放電視動畫共12集。

## 故事
白玉初中女子軟網社的春風明日菜、澤夏琴音、秋山千歳、冬川来栖，還有新加入的留學生伊莉莎白・華倫，一起揮灑青春，以全國大賽為目標的歡樂生活就此展開了。

## 登場角色

### 白玉初中
春風明日菜（聲優：伊藤加奈惠）
白玉初中軟網社的社員，二年級，身高156cm，體重46kg，血型為B型。對於日常中的生活對話，常常會聯想到色色的方面，也就是有妄想的癖好。喜歡草莓牛奶，家裡是開牧場，網球實力普通，雙打時和澤夏琴音一組。
澤夏琴音（聲優：喜多村英梨）
白玉初中軟網社的社員，二年級，身高156cm，體重48kg，血型為A型，髮型為雙馬尾。擅長空手道，家裡是空手道場，小學時曾在大會無傷三連霸，被稱為十年才出現一次的天才，被三島木以「不向別的更高目標前進嗎？」的話加入軟網社，運動神經很好，但是控球力很差，在合宿後有了進步。有著男孩子般的個性，喜歡軟網社顧問三島木，但是無法坦率的表現出來，看到三島木和伊莉莎白友好的時候會顯現出嫉妒的一面。
雙打時和春風明日菜一組。
秋山千歲（聲優：伊藤靜）
白玉初中軟網社的社長，三年級，身高162cm，體重55kg，血型為A型，雙打與冬川來栖一組。
冬川來（聲優：明坂聰美）
白玉初中軟網社的社員，一年級，擁有小麥色的膚色，實力不錯，雙打與秋山千歳一組。
伊莉莎白・華倫（聲優：矢作紗友里）
來自英國的留學生，目前加入白玉初中軟網社，二年級，小學時是打硬式網球，擁有全國大賽優勝的實力，在三島木去英國時認識三島木，從此便懷有好感，會說日語，但實際上相當缺乏日本的常識。
三島木洋（聲優：松本忍）
白玉初中軟網社的顧問，28歲，相當懶散，但是網球實力高強，曾經有過高中軟網全國三連霸的紀錄，也得過不少獎盃，喜歡吃辣，有一台速霸陸ALCYONE。
西岡紫希（聲優：高垣彩陽）
白玉初中的畢業生，也是軟網社的前社長，是三島木洋的表妹，在學中雙打是和秋山千歳一組。

### 紅玉初中
木場澄乃（聲優：井上麻里奈）
女子軟網社的社員，有著男孩子般的性格，視琴音為對手，要在網球上分出勝負。雙打時和雨宮芹葉一組。
雨宮芹葉（聲優：菊池心）
女子軟網社的社長，有著劉海遮住左眼的髮型，雙打時和木場澄乃一組。
水森梓（聲優：巽悠衣子）
風間田綾香（聲優：上田のりこ）
南雲志保（聲優：早見沙織）
女子軟網社的社員，戴眼鏡。背影如同大人一般的少女。具有演員的資質，由於背部寬大所以每次演出時都是大人的戲份，希望自己能演出與年齡相符的角色，雙打時和土田祥子一組。
土田祥子（聲優：阿久津加菜）
女子軟網社的社員，二年級，沒有任何明顯的特徵，雙打時和南雲志保一組。
天地玲緒（聲優：澤城美雪）
女子軟網社的經理，同時也是唯一的男學生。由於自己的名字與小白獅王主角發音相同，故在社團內有著「森林大帝」的綽號。出身於有名的整復師家族，所以相當擅長指壓按摩並被稱呼為「擁有神的手指的男人」。對於在運動用品店認識的明日菜相當在意，常有著被其迷上的描寫，另只要一穿上女裝就會使其他男學生誤認為是美女並被迷上。

### 黑玉初中
獅堂岬（聲優：壽美菜子）
女子軟網社的社長，曾用消失的魔球來打敗所有對手並獲得單人全國冠軍，於本作中擁有最高實力的選手。
平塚由良（聲優：豐崎愛生）
女子軟網社一年級學生，擔當潛入其他學校的網球社以收集情報的情報員。自身有著對他人的性癖極度興奮的變態性格，雖然經常被獅堂岬給斥責，但也是本作比較正常的角色。

### 其他
春風春日（聲優：大谷育江）
春風明日菜的母親，35歲，為農場負責人。
澤夏紋十郎（聲優：大川透）
澤夏琴音的父親，43歲，自家的空手道館館主，常為獨生女琴音操心。

## 出版書籍
| 回數 | Mag Garden     | Mag Garden             | 東立出版社 | 東立出版社 |
| 回數 | 發售日期       | ISBN                   | 發售日期   | ISBN       |
| ---- | -------------- | ---------------------- | ---------- | ---------- |
| 1    | 2009年4月10日  | ISBN 978-4-86127-620-0 |            |            |
| 2    | 2009年11月10日 | ISBN 978-4-86127-673-6 |            |            |
| 3    | 2010年7月10日  | ISBN 978-4-86127-745-0 |            |            |
| 4    | 2011年3月10日  | ISBN 978-4-86127-834-1 |            |            |
| 5    | 2011年6月10日  | ISBN 978-4-86127-867-9 |            |            |
| 6    | 2012年2月10日  | ISBN 978-4-86127-945-4 |            |            |
| 7    | 2012年7月10日  | ISBN 978-4-8000-0017-0 |            |            |
| 8    | 2013年2月9日   | ISBN 978-4-8000-0092-7 |            |            |

## 電視動畫

### 主題曲
片頭曲「るーるぶっくを忘れちゃえ」
作詞：畑亜貴，作曲：高田暁，編曲：高田暁、小池雅也，歌：ULTRA-PRISM with 白玉中ソフトテニス部（伊藤かな恵、喜多村英梨、伊藤静、明坂聡美、矢作紗友里）
片尾曲「つまさきだち」
作詞：坂井季乃 / 作曲・編曲：黒須克彦，歌：伊藤かな恵

### 各話列表
| 話數       | 標題       | 翻譯 | 劇本     | 分鏡     | 演出       | 作画監督                              | 總作画監督      |
| ---------- | ---------- | ---- | -------- | -------- | ---------- | ------------------------------------- | --------------- |
| 第1ゲーム  | あされんっ | 早練 | 鴻野貴光 | 上坪亮樹 | 上坪亮樹   | 鶴窪久子、小野和美                    | 岡勇一 堀たえ子 |
| 第2ゲーム  | ぱつきんっ | 採買 | 木村暢   | 樋口香里 | 飯村正之   | 柳沢まさひで                          | 岡勇一 堀たえ子 |
| 第3ゲーム  | もーれつっ | 猛烈 | 鴻野貴光 | 中村里美 | 中村里美   | 福島豊明、酒井智史                    | 岡勇一 堀たえ子 |
| 第4ゲーム  | おでかけっ | 出門 | 木村暢   | 石田暢   | 石田暢     | 若山政志                              | 岡勇一 堀たえ子 |
| 第5ゲーム  | さいらいっ | 再來 | 石田健幸 | 吉川博明 | 小野田雄亮 | 鶴窪久子、小野和美 滝山真哲、沓澤洋子 | 岡勇一 堀たえ子 |
| 第6ゲーム  | つーぺあっ | 雙打 | 鴻野貴光 | 飯村正之 | 飯村正之   | 中島美子、日高真由美 藤田正幸         | 岡勇一 堀たえ子 |
| 第7ゲーム  | せんぷくっ | 潛伏 | 木村暢   | 長澤剛   | 長澤剛     | 柳沢まさひで                          | 岡勇一 堀たえ子 |
| 第8ゲーム  | てっぺんっ | 頂點 | 鴻野貴光 | 中村里美 | 中村里美   | 猿渡聖加、小宮山由美子 藤田正幸       | 岡勇一 堀たえ子 |
| 第9ゲーム  | ひとまずっ | 首先 | 木村暢   | 孫承希   | 孫承希     | 滝山真哲                              | 岡勇一          |
| 第10ゲーム | しんかんっ | 新米 | 黒田洋介 | 吉川博明 | 鎌田祐輔   | 谷圭司、酒井智史 輿石暁               | 岡勇一 堀たえ子 |
| 第11ゲーム | とりっぷっ | 旅程 | 木村暢   | 飯村正之 | 飯村正之   | 柳沢まさひで、竹谷今日子 小宮山由美子 | 岡勇一 堀たえ子 |
| 第12ゲーム | りたーんっ | 回歸 | 鴻野貴光 | 上坪亮樹 | 上坪亮樹   | 滝山真哲、柳沢まさひで 小野和美       | 岡勇一 堀たえ子 |

## 網路廣播
網路廣播節目於2011年3月31日到7月28日期間毎週星期四在音泉網路電台發佈，由伊藤加奈惠（春風明日菜）擔任主持人。

## 外部連結
- 電視動畫官方網站 （页面存档备份，存于）（日語）
- 迷糊軟網社的X（前Twitter）